# アドリアン・ファン・デ・フェンネ
アドリアーン・ファン・デ・フェンネ（Adriaen Pietersz. van de Venne、1589年ころ - 1662年11月12日）はオランダ黄金時代の画家、版画家の一人である。寓意画や風俗画を描いた。

## 略歴
フランドルのリールから宗教的迫害を逃れて移住してきた家族の息子としてデルフトに生まれた。17世紀末のアルノルト・ホウブラーケンによる伝記によればライデンのラテン語学校で学んだが、画家に転じた。ライデンの金細工師、画家のSimon de Valckに学び、デン・ハーグのグリザイユ（単色画）が得意な画家、イェロニムス・ファン・ディースト(Jeronymus van Diest: 1631-c.1687)に学んだ。 
1607年にアントウェルペンで働いた後、1608年から1625年の間、ミデルブルフで働いた。1614年にミデルブルフで結婚した。1625年にデン・ハーグに移り、デン・ハーグの聖ルカ組合に加入し,、1662年に亡くなるまでデン・ハーグで働いた。1640年には聖ルカ組合の組合長を務めた。ハーグの画家の利益を守るために、1656年に結成された「Confrérie Pictura(絵の兄弟信心会)」の創立メンバーの一人になった。
ヤン・ブリューゲル(1568-1625)やヒリス・ファン・コーニンクスロー(1544-1607)といった画家のスタイルを継承しているとされる。ファン・デ・フェンネの作品はクリスペイン・ファン・デ・パッセなど、ファン・デ・パッセ家の版画家によって版画にされ出版された。

## 作品

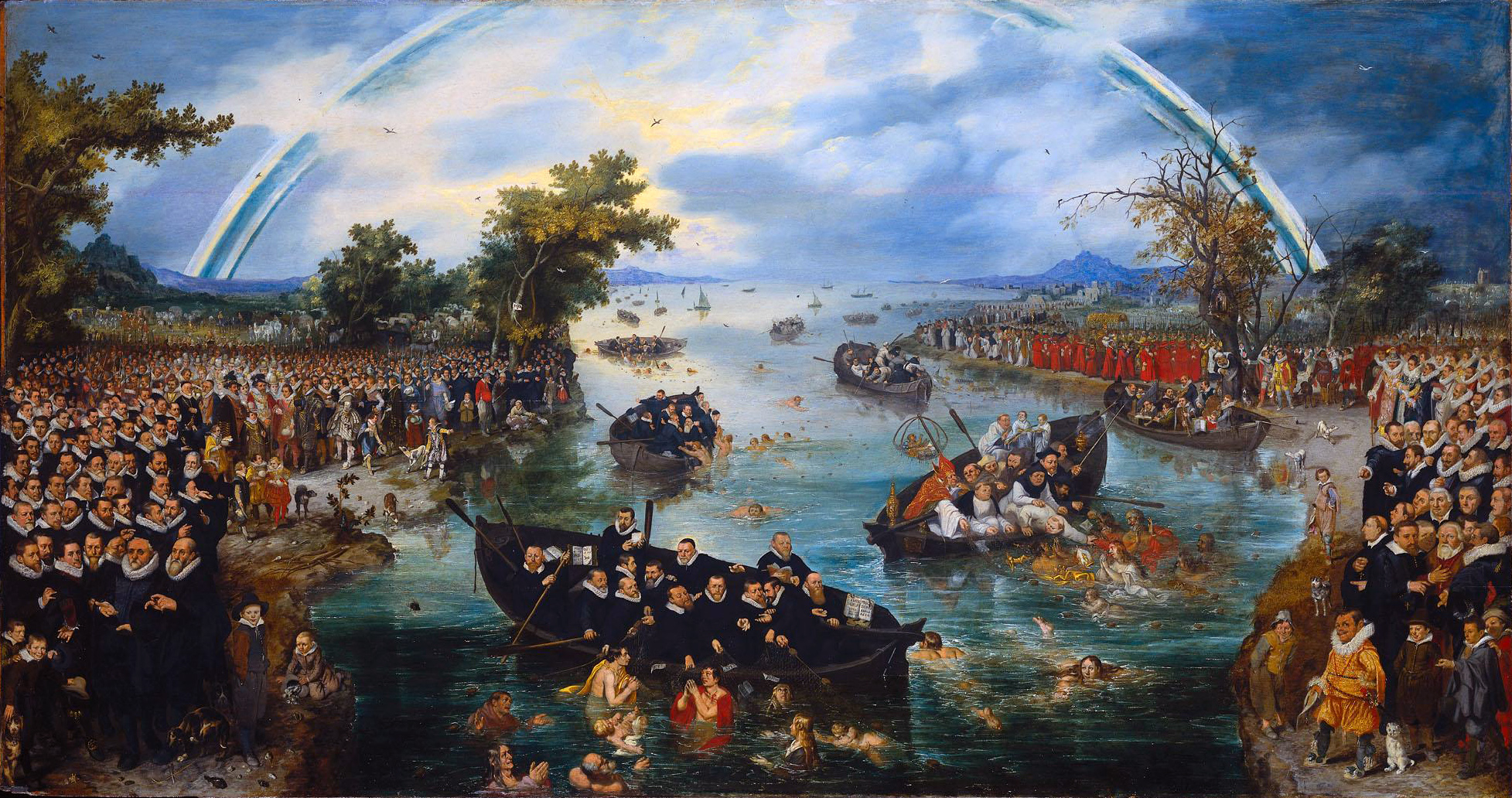
寓意画「魂の漁(Fishing For Souls)」(1614) アムステルダム国立美術館蔵
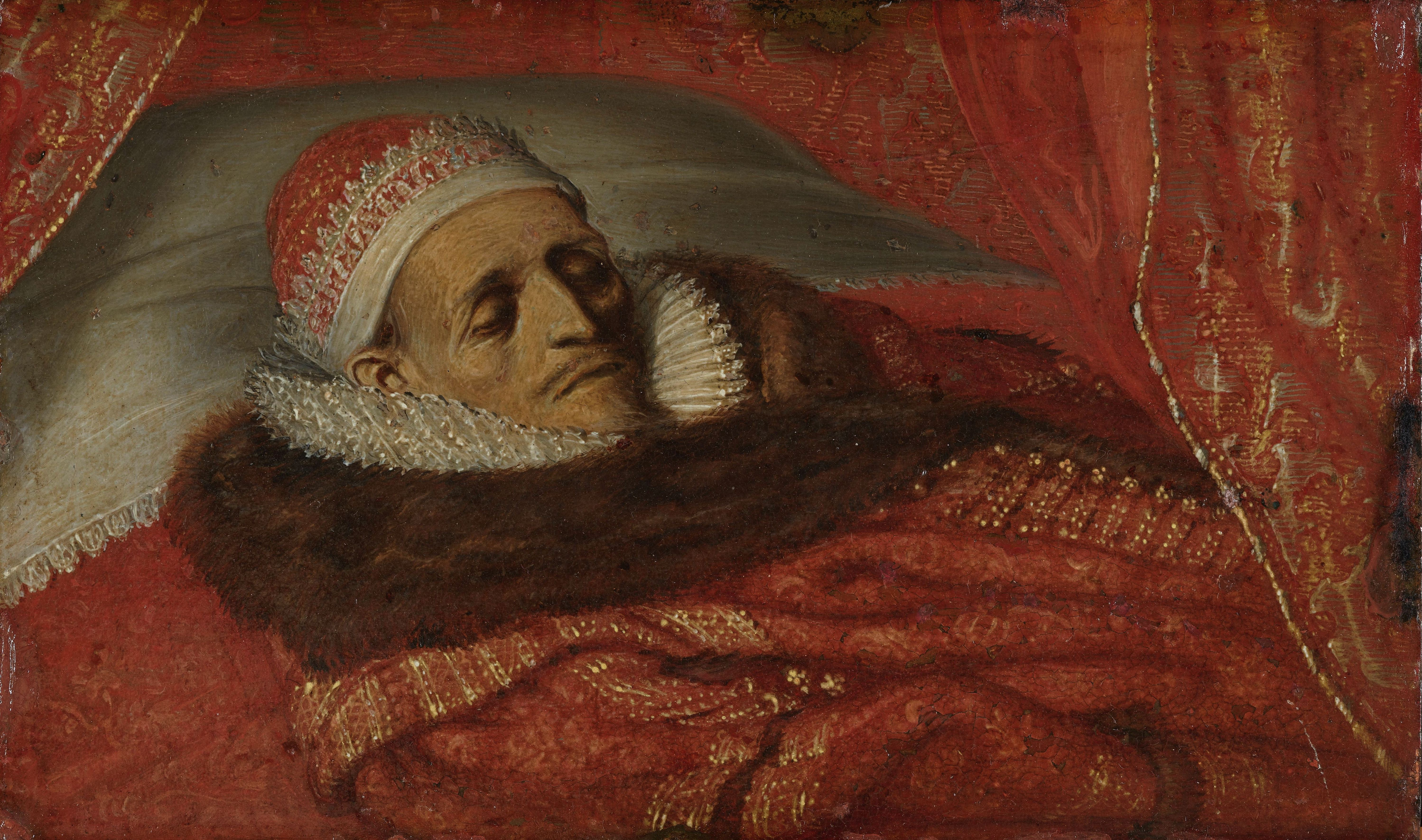
ベッドに横たわるオラニエ公マウリッツ、(1625) アムステルダム国立美術館 蔵
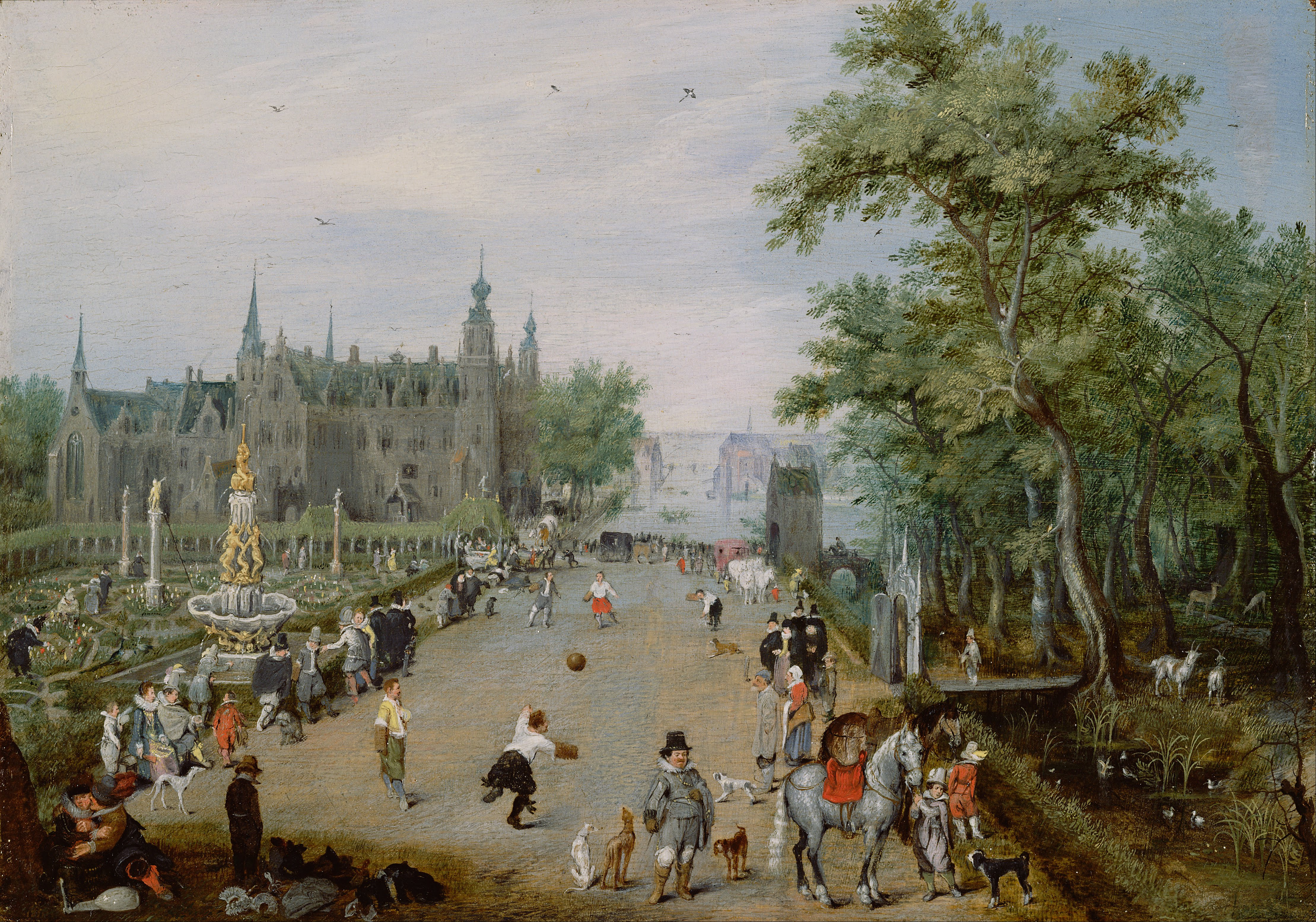
王宮前でジュ・ド・ポームをする人々、(1614) Getty Center蔵
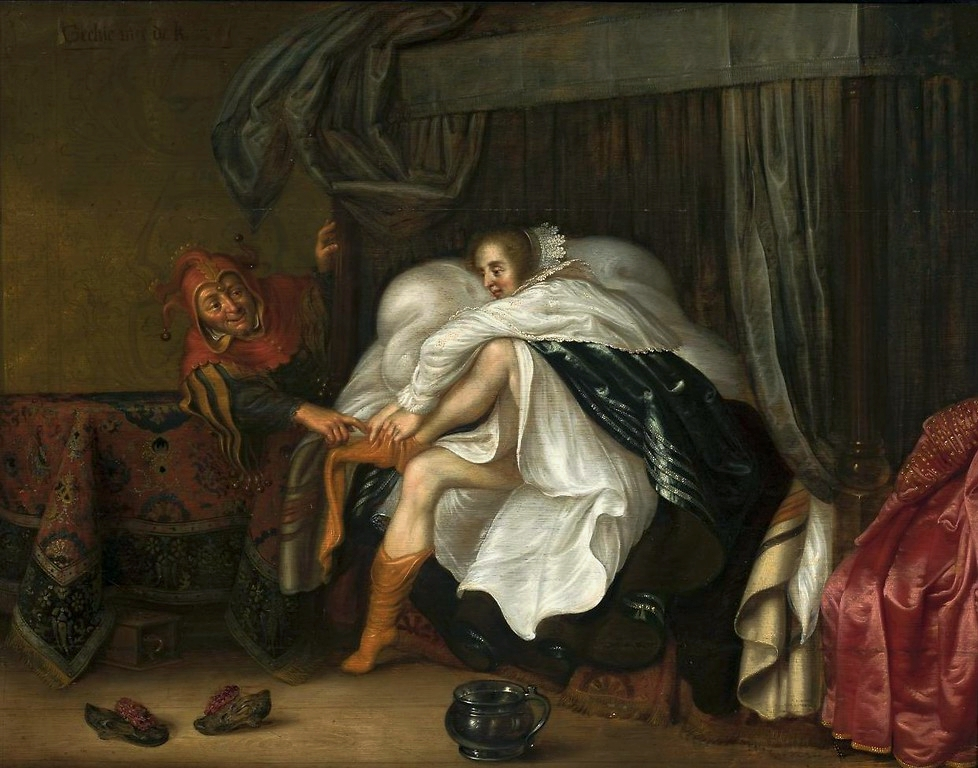
女と道化師 ワルシャワ国立美術館蔵
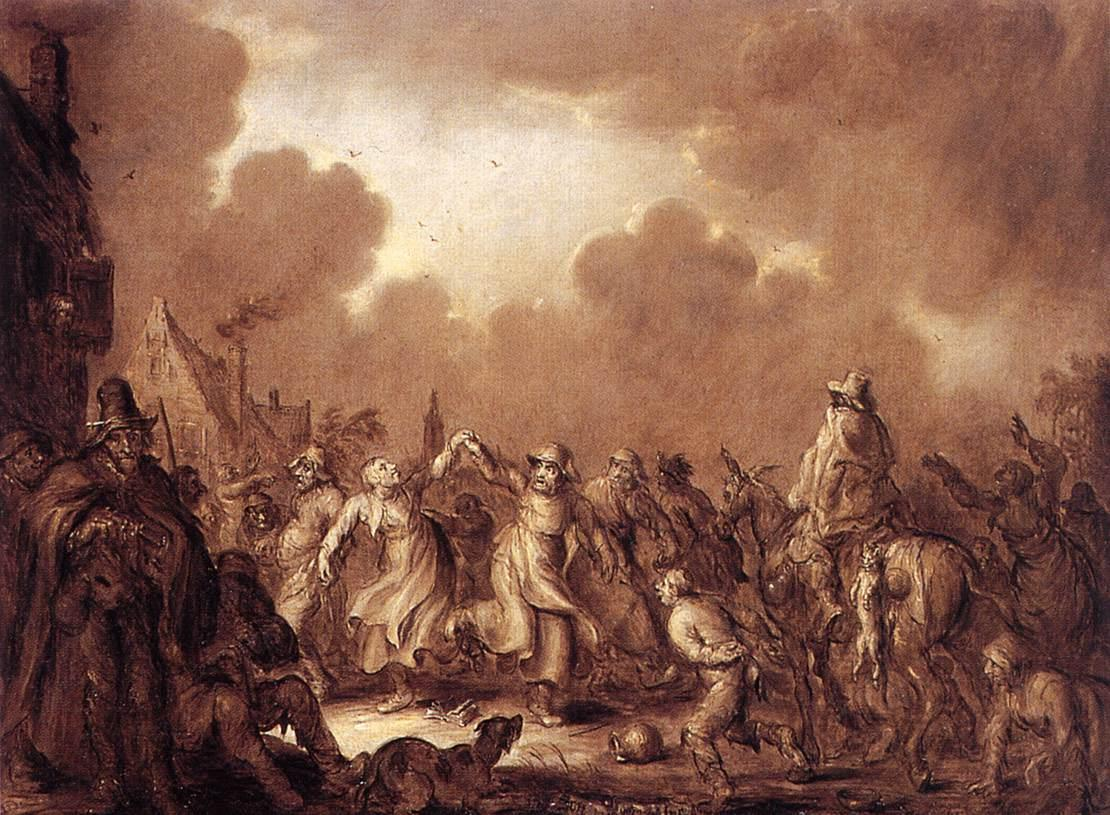
"Fools Have the Most Fun"(1661) グルーニング美術館蔵
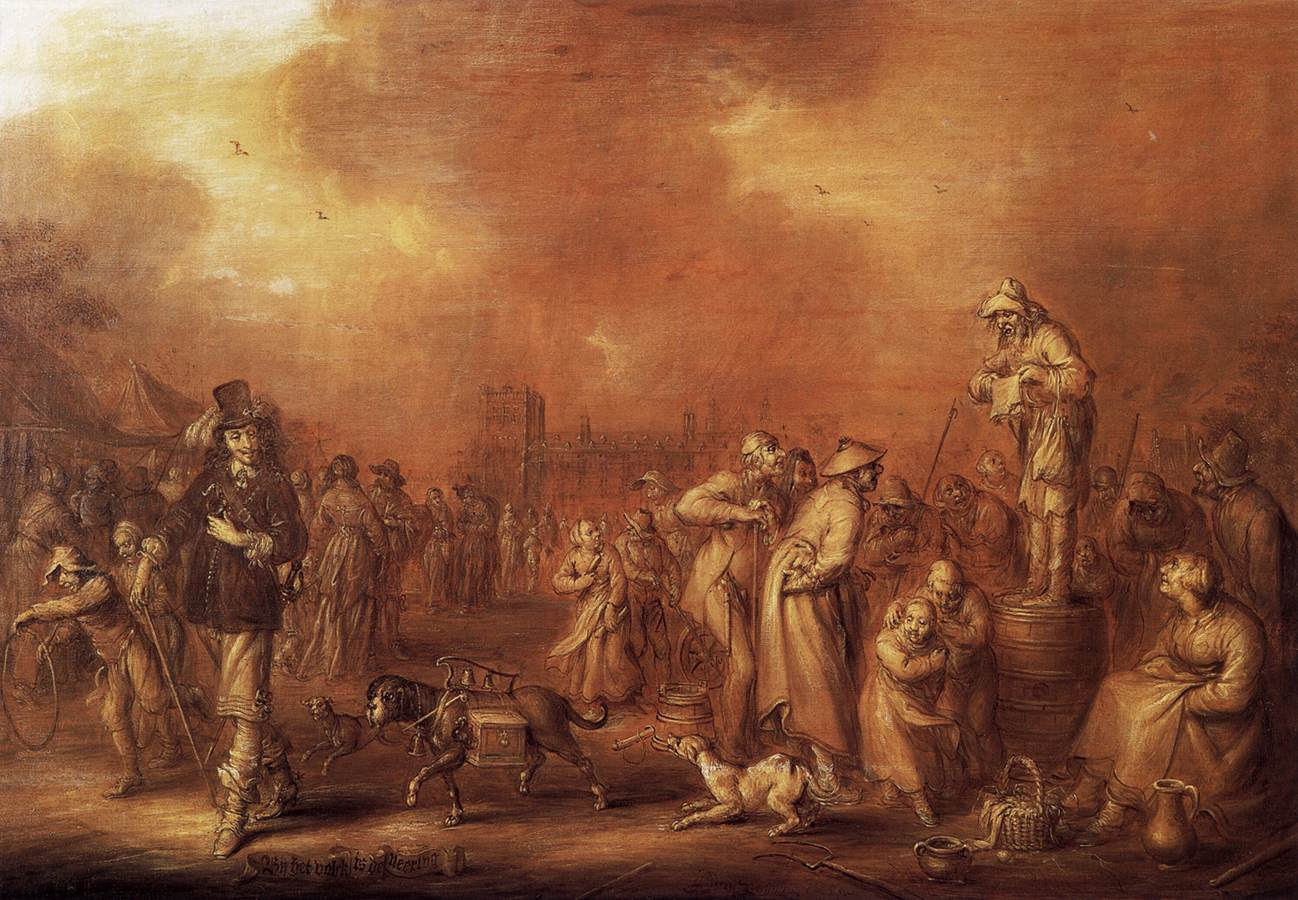
"Where There Are People Money May Be Made"(1661)、個人蔵